# تونس في الألعاب المتوسطية 2005
شاركت تونس في الألعاب المتوسطية 2005 في المرية وفازت بثلاثة عشر ميدالية ذهبية, 7 ميداليات فضية و15 ميدالية برونزية.